# Дикі предки
«Дикі предки» (англ. Early Man, «Рання людина») — британсько-французький ляльково-анімаційний пригодницько-комедійний фільм, знятий Ніком Парком. Прем'єра стрічки у Великій Британії відбулася 26 січня 2018 року. Фільм розповідає про печерну людину на ім'я Даг, якому разом з його вірним помічником Гогнобом належить повести своїх сородичів на битву з ворожим плем'ям, але з'ясовувати стосунки вони будуть через футбол.

## Озвучування
- Едді Редмейн — Даг
- Том Гіддлстон — Лорд Нут
- Мейзі Вільямс — Гуна
- Тімоті Сполл — вождь Бобнар
- Міріам Марголіс — королева Уфіфа
- Кайван Новак — Діно
- Річард Айоаді — Трібор

## Виробництво
Про початок виробництва фільму було офіційно оголошено на початку травня 2016 року. Едді Редмейн був затверджений для озвучування головного героя Дага.

## Нагороди та номінації
| Список нагород та номінацій фільму | Список нагород та номінацій фільму | Список нагород та номінацій фільму       | Список нагород та номінацій фільму | Список нагород та номінацій фільму | Список нагород та номінацій фільму |
| Кінофестиваль/Кінопремія           | Рік                                | Категорія                                | Номінант(и)                        | Результат                          | Дж                                 |
| ---------------------------------- | ---------------------------------- | ---------------------------------------- | ---------------------------------- | ---------------------------------- | ---------------------------------- |
| Європейський кіноприз              | 15.12.2018                         | Найкращий європейський анімаційний фільм | Дикі предки                        | Номінація                          | [ 5 ]                              |